# میان‌بر (فیلم)
میان‌بر (به هندی: Shortkut) فیلمی محصول سال ۲۰۰۹ و به کارگردانی نیراج وورا است. در این فیلم بازیگرانی همچون آکشای کانا، آمریتا رایو، آرشاد وارسی، چانکی پاندی، سیمی گریوال، تیکو تالسانیا، سانجی دات، آنیل کاپور ایفای نقش کرده‌اند.